# مضاض كبير الأزهار
المُضاض الكبير الأزهار (باللاتينية: Euonymus grandiflorus) نوع نباتي يتبع جنس المُضاض من الفصيلة الحرابية (باللاتينية: Celastraceae).
موطنه الصين وبورما ونيبال.